# Alice Bradford Wiles
 (août 2019).
Si vous disposez d'ouvrages ou d'articles de référence ou si vous connaissez des sites web de qualité traitant du thème abordé ici, merci de compléter l'article en donnant les références utiles à sa vérifiabilité et en les liant à la section « Notes et références ».
Pour les articles homonymes, voir Bradford (homonymie) et Wiles.
Alice Bradford Wiles (16 février 1853 - 20 février 1929) fut une Américaine de Chicago, connue pour son engagement dans des clubs militants. Elle milita au niveau national au sein des Filles de la révolution américaine et au niveau régional, dans l'Illinois, en tant que présidente de la fédération de l'Illinois des clubs féminins (Illinois Federation of Women's Clubs). 

## Jeunesse et éducation
Alice Bradford naquit à Roxbury dans le Massachusetts. Elle était la fille de Joseph Russell Bradford et de Sarah Jane Toppan Bradford. Elle étudia au séminaire de Mont Holyoke et fit partie de la première promotion de femmes admises à l'université Cornell (Cornell University), en 1872. Elle fut diplômée en 1875. 

## Carrière
En 1891, Alice Bradford Wiles fut nommée à la commission féminine de l'Illinois pour l'exposition (Woman's Exposition Board). Elle fut élue première vice-présidente de cette commission ce qui fit qu'elle put représenter les femmes de l'état lors de l'organisation de l'exposition universelle de Chicago de 1893. Elle dirigea la section chargée de l'artisanat, des inventions et des créations. Sa mission consista à recueillir différents objets fabriqués à la main par les femmes de l'état dans le but de les montrer lors de l'exposition. 
Elle fonda le Club féminin de Freeport (Freeport Woman's Club). Elle fut élue présidente de la fédération de l'Illinois des clubs féminins en 1897 (Illinois Federation of Women's Clubs). Elle fut aussi la présidente nationale des Filles américaines de 1812 ( United States Daughters of 1812) de 1915 à 1919. Elle siégea brièvement au comité de direction de la Société de l'Illinois  pour l'étude de l'enfance (Illinois Society for Child Study) en 1897. 
Elle adhéra aux Filles de la révolution américaine (Daughters of the American Revolution) en 1893. En 1899, elle devint la cheffe de la section de Chicago des Filles de la révolution Américaine. C'était une section importante fréquentée par de nombreux membres. Elle fut une militante active de l'association des Filles de la révolution américaine jusque dans les années 1920. c'est à cette époque qu'elle dirigea la comité national de cette organisation chargée de la question de l'adoption des lois au Congrès. En 1925, elle fut élue par les membres de l'association dirigeante à titre honorifique et à vie de l'Illinois. Elle fut au cœur d'une polémique dans le monde des clubs de Chicago en 1902. En effet, il fut découvert qu'elle était l'autrice d'une lettre anonyme qui accusait la présidente d'un autre club féminin de pratiques commerciales déloyales. L'affaire continua à faire du bruit jusqu'en 1904. En 1905, elle prononça un discours pour défendre les clubs féminins contre le président Grover Cleveland qui avait fait des remarques désobligeantes à leur encontre. 

## Vie privée
Alice Bradford se maria en 1876 avec Robert Hall Wiles qui avait aussi étudié à l'université Cornell qui était avocat en droit de propriété intellectuelle et industrielle. Ils vécurent à Freeport dans l'Illinois et eurent deux enfants nommés Edith et Russell. Leur fils, Russell Wiles, devint avocat en droit de propriété intellectuelle et industrielle. Il nomma sa fille du nom de sa propre mère Alice Bradford. Alice Bradford Wiles devint veuve en 1907. Elle mourut en 1929 à l'âge de soixante-seize ans. 